# Переслідування християн Ісламською державою
Переслідування християн з боку Ісламської держави — систематичні масові вбивства християнських меншин у регіонах Іраку, Сирії, Єгипту та Лівії, контрольованих ісламським терористичним угрупованням «Ісламська держава». Переслідування християнських меншин досягло кульмінації після громадянської війни в Сирії, а згодом і через її наслідки.
За словами американського дипломата Альберто М. Фернандеса, «хоч більшість жертв конфлікту, який вирує в Сирії та Іраку, були мусульманами, християни несуть важкий тягар, враховуючи їх малу кількість».
3 лютого 2016 року Європейський Союз визнав геноцидом переслідування з боку Ісламської держави релігійних меншин, зокрема християн. Голосування було одностайним. 15 березня 2016 року Палата представників Сполучених Штатів наслідувала цей приклад, оголосивши ці звірства проти меншин геноцидом. 20 квітня 2016 року британський парламент одноголосно проголосував за визнання дій проти меншин геноцидом.

## Фон
Масова втеча та вигнання етнічних ассирійців з Іраку та Сирії — це процес, який розпочався з початком вторгнення США та Багатонаціональних сил до Іраку в 2003 році, а пізніше — з початком громадянської війни в Сирії та її наслідків. За оцінками лідерів іракської ассирійської громади, понад дві третини іракського ассирійського населення, можливо, втекли з країни або стали внутрішньо переміщеними особами під час очолюваного США вторгнення, яке тривало з 2003 по 2011 рік. Повідомляється, що в містах Багдад і Басра очистилися цілі райони від ассирійців, а сунітські повстанські групи і ополчення погрожували ассирійським християнам. Після кампанії Ісламської держави на півночі Іраку в серпні 2014 року чверть ассирійців, що залишилися, втекли від джихадистів, знайшовши притулок у сусідніх країнах.

## Хронологія

### Північний Ірак (2014)
Після падіння Мосула ІДІЛ вимагала від ассирійських християн, які проживали в місті, до 19 липня 2014 року прийняти іслам, заплатити джизью або піти на страту. Лідер ІДІЛ Абу Бакр аль-Багдаді також зазначив, що християни, які не погоджуються дотримуватися цих умов, повинні «покинути кордони Ісламського халіфату» протягом визначеного терміну. Це призвело до повного виходу ассирійських християн з Мосула, що означало кінець 1800 років безперервної присутності тут християн. У Мосулі вперше за майже 2 тисячоліття не проводилася церковна меса.
У жовтні 2014 року Ассирійське міжнародне інформаційне агентство повідомило, що 200 000 ассирійців були вигнані зі своїх домівок насильством і стали переселенцями.
ІДІЛ вже встановив подібні правила для християн, які живуть в інших містах і селищах, включаючи свою де-факто їх столицю Ракку.
Також бачили, як ІДІЛ позначає християнські будинки літерою nūn для Nassara («християнин»). Кілька релігійних споруд було захоплено та згодом знесено, особливо монастир Мар-Бенам.
До 7 серпня ІДІЛ захопила переважно ассирійські міста Каракош, Тель-Кеппе, Бартелла та Карамліш, що спонукало жителів тікати. Понад 100 000 іракських християн були змушені залишити свої домівки та залишити все своє майно після того, як ІДІЛ вторглася в Каракош та навколишні міста в провінції Ніневійських рівнин в Іраці.

### Лівія (2015)
12 лютого 2015 року ІДІЛ опублікувала звіт у своєму онлайн-журналі Dabiq, у якому показали фотографії 21 єгипетських коптів, яких вони викрали в місті Сирт, Лівія, і якого вони погрожували вбити, щоб «помститися за [імовірне] викрадення мусульманських жінок єгипетською коптською церквою». Чоловіки, які прибули з різних сіл Єгипту, 13 з них з Аль-Оура, губернаторство Мінья, були викрадені в Сірті під час двох окремих нападів 27 грудня 2014 року та в січні 2015 року.

### Сирія (2015)
23 лютого 2015 року, у відповідь на великий курдський наступ у губернаторстві Аль-Хасака, ІДІЛ викрала 150 ассирійців із сіл біля Телль-Тамера на північному сході Сирії.
За словами американського дипломата Альберто М. Фернандеса, із 232 ассирійців, викрадених під час атаки ІДІЛ на ассирійські християнські фермерські села на берегах річки Хабур на північному сході Сирії, 51 була дитина та 84 жінки. «Більшість із них залишаються в полоні, в одному обліковому записі стверджується, що ІДІЛ вимагає 22 мільйони доларів (або приблизно 100 000 доларів на людину) за їх звільнення».
8 жовтня 2015 року ІДІЛ опублікувала відео, на якому показано вбивство трьох ассирійців, викрадених у Хабурі. Повідомлялося, що 202 з 253 викрадених ассирійців все ще перебувають у полоні, за кожного вимагали викуп у 100 000 доларів.

### Єгипет (2018)
У п'ятницю 2 листопада 2018 року бойовики «Ісламської держави» під час нападу вбили в Єгипті щонайменше сімох паломників-коптів і поранили щонайменше 16. У квітні 2021 року бойовики «Ісламської держави» стратили бізнесмена-християнина, якого викрали на Синаї в Єгипті.

## Реакції
2 і 3 серпня 2014 року тисячі ассирійців з діаспори протестували проти переслідувань своїх співвітчизників в Іраку та Сирії, вимагаючи під керівництвом ООН створити безпечний притулок для меншин на рівнинах Ніневії.
У жовтні 2014 року курдсько-данська правозахисниця Відад Акраві присвятила свою Міжнародну премію миру імені Пфеффера за 2014 рік «усім жертвам переслідувань, особливо єзидам, християнам і всім жителям регіону Кобане». Халдейський католицький отець Дуглас Аль-Базі рішуче виступив проти геноциду.
У грудні 2015 року на заході в ратуші 67-й держсекретар Сполучених Штатів Гілларі Клінтон назвала систематичне переслідування геноцидом. Того ж місяця Девід Грін, радіожурналіст NPR, заявив, що близько 1000 християн було вбито «в районах, де бійці „Ісламської держави“ атакують релігійні меншини», не вказавши джерела.
У лютому 2016 року Ларс Адактуссон, шведський член Європейського парламенту від групи ЄНП, сказав про одностайне голосування за визнання звірств геноцидом: «Це дає жертвам звірств шанс відновити свою людську гідність. Це також історичне підтвердження того, що Європарламент визнав те, що відбувається, і що вони страждають від найогиднішого злочину у світі, а саме геноциду».